# Samoa Tula’i
The Banner of Freedom (La bandera de la libertad) es el himno nacional de Samoa. La letra y la música fueron compuestas por Sauni Iiga Kuresa, siendo su obra adoptada como himno tras la independencia del país en 1962.

## Letras

### Versión ensamoano
Samoa, tula'i ma sisi ia lau fu'a, lou pale lea!
Samoa, tula'i ma sisi ia lau fu'a, lou pale lea!
Vaai 'i na fetu o lo'ua agiagia ai: 
Le faailoga lea o Iesu, na maliu ai mo Samoa.
Oi, Samoa e, uu mau lau pule ia faavavau. 
'Aua e te fefe; o le Atua lo ta fa'avae, o lota sa'olotoga. 
Samoa, tula'i: 'ua agiagia lau fu'a, lou pale lea!

### Traducción al inglés
Samoa, arise and raise your flag, your crown!
Samoa, arise and raise your flag, your crown! 
Look at those stars that are waving on it: 
This is the symbol of Jesus, who died on it for Samoa. 
Oh, Samoa, hold fast your power forever. 
Do not be afraid; God is our foundation, our freedom. 
Samoa, arise: your flag is waving, your crown!

### Traducción al español
¡Samoa, levántate y levanta tu bandera, tu corona!
¡Samoa, levántate y levanta tu bandera, tu corona!
Mira esas estrellas que se agitan en ella:
Este es el símbolo de Jesús, que murió en ella por Samoa.
¡Oh, Samoa, aférrate a tu poder por siempre! 
No tengas miedo, Dios es nuestro fundamento, nuestra libertad.
¡Samoa, levántate! ¡Tu bandera está ondeando, tu corona!
- Datos: Q1061851
- Multimedia: National anthem of Samoa / Q1061851